# Тітова Інеса Валеріївна
Інеса Валеріївна Тітова (нар. 18 березня 1976) — українська футболістка, півзахисниця. Виступала в збірній України. Входить до десятки найкращих гвардійців чемпіонату України.

## Клубна кар'єра
Дебют в чемпіонаті України відбувся під час розіграшу першого сезону даного турніру в 1992 році в складі київського клубу «Арена». За два роки виступів у складі команди вона ставала переможцем і срібним призером чемпіонату України, Тітова також вигравала Кубок України і завойовувала срібні медалі цього турніру. У 1994 році вона виступала в складі іншого київського клубу — «Аліна». Разом з командою завоювала бронзу чемпіонату і доходила до фіналу Кубка. Наступний сезон провела в столичному «Спартаку», з яким знову стала третьою в першості України. У 2000 році в складі команди «Київська Русь» також завоювала бронзу чемпіонату країни.
У 2001 році разом з іншою українкою Світланою Фрішко виступала за молдавський «Кодру» в першому розіграші жіночого Кубка УЄФА. У складі команди провела 5 матчів, відзначилася 1 голом у воротаї словенської «Ілірії». Сезон 2002 року провела в клубі «Металург-Дончанка», з яким втретє в кар'єрі стала бронзовим призером чемпіонату України. З 2003 року 2011 рік Тітова виступала за харківський «Житлобуд-1». Чотири рази вона ставала переможцем і срібним призером чемпіонату, п'ять разів ставала володарем Кубка і тричі була фіналістом турніру. Разом з командою виступала в Кубку УЄФА. У 2004 році брала участь в турнірі Краснодарська весна, де її команда посіла друге місце.

## Кар'єра в збірній
Виступала за збірну України. Дебют відбувся 2000 року. У 2009 році головний тренер збірної Анатолій Куцев викликав Титову на чемпіонат Європи в Фінляндії.

## Досягнення
«Арена»
- Чемпіонат України
  -  Чемпіон (1): 1993
  -  Срібний призер (1): 1992

- Кубок України
  -  Володар (1): 1993
  -  Фіналіст (1): 1992

«Аліна»
- Чемпіонат України
  -  Бронзовий призер (1): 1994

- Кубок України
  -  Фіналіст (1): 1994

«Спартак»
- Чемпіонат України
  -  Бронзовий призер (1): 1995

«Київська Русь»
- Чемпіонат України
  -  Бронзовий призер (1): 2000

«Металург-Дончанка»
- Чемпіонат України
  -  Бронзовий призер (1): 2002

«Житлобуд-1»
- Чемпіонат України
  -  Чемпіон (4): 2003, 2004, 2006, 2008
  -  Срібний призер (4): 2005, 2007, 2009, 2010

- Кубок України
  -  Володар (5): 2003, 2006, 2007, 2008, 2010
  -  Фіналіст (3): 2004, 2005, 2009